# 일데브란도 피체티

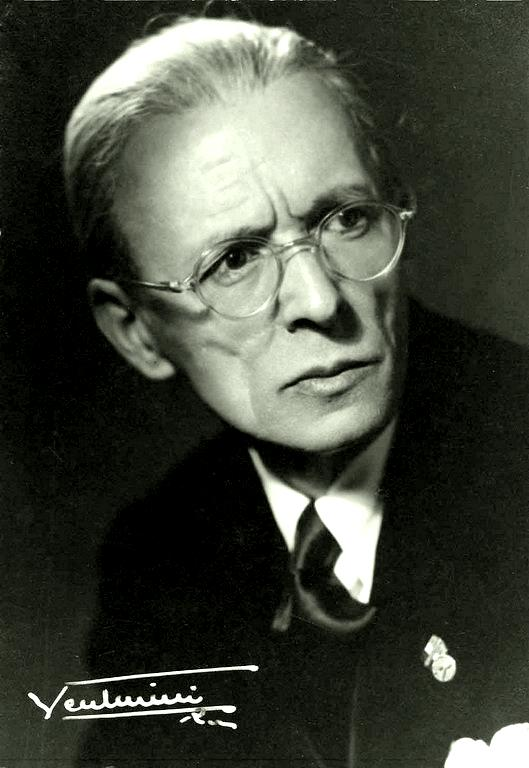

일데브란도 피체티(Ildebrando Pizzetti, 1880-1968)는 이탈리아의 작곡가이다. 출생지인 팔마 음악원에서 배운 뒤 1907년 모교의 작곡 교수, 다음해 피렌체 음악원의 화성법 교수로 전출, 초기 작품의 중요작을 차례로 발표했다. 1924년엔 밀라노 음악원 원장으로, 1939년엔 이탈리아 음악학사원회원으로 뽑혔다. 작품은 많으나 그 중심은 오페라이다. 대표작으로 <게라르드 수도사>(1927), <욜리오의 딸>(1954)이 있지만 그 작품은 이탈리아 이외에서는 그리 알려져 있지 않다.